# European Fencing Confederation
European Fencing Confederation (EFC) (franska: Confédération européenne d'escrime) bildades den 26 oktober 1991 i Wien i Österrike,  och är det europeiska idrottsförbundet för fäktning. Högkvarteret finns i Luxemburg i Luxemburg.